# Cantone di Portoviejo
Il Cantone di Portoviejo è un cantone dell'Ecuador che si trova nella Provincia di Manabí.
Il capoluogo del cantone è Portoviejo.